# Liste des circonscriptions législatives de la Guadeloupe
Le département français de la Guadeloupe est, sous la Cinquième République, constitué de trois circonscriptions législatives de 1958 à 1986, puis de quatre circonscriptions depuis le redécoupage de 1986, ce nombre étant maintenu lors du redécoupage de 2010, entré en application à compter des élections législatives de 2012. Leurs limites ont été redéfinies à cette occasion.

## Présentation
Par ordonnance du 13 octobre 1958 relative à l'élection des députés à l'Assemblée nationale, le département de la Guadeloupe est d'abord constitué de trois circonscriptions électorales.
Lors des élections législatives de 1986 qui se sont déroulées selon un mode de scrutin proportionnel à un seul tour par listes départementales, le nombre de sièges de la Guadeloupe a été porté de trois à quatre.
Le retour à un mode de scrutin uninominal majoritaire à deux tours en vue des élections législatives suivantes, a maintenu ce nombre de quatre sièges,, selon un nouveau découpage électoral.
Le redécoupage des circonscriptions législatives réalisé en 2010 et entrant en application à compter des élections législatives de juin 2012, n'a pas modifié le nombre de circonscriptions de la Guadeloupe, la répartition n'ayant été redéfinie que par le détachement du département, en 2007, des îles du Nord, qui appartenaient auparavant à la 4e circonscription.

## Composition des circonscriptions

### Composition des circonscriptions de 1958 à 1986

Carte des circonscriptions de la Guadeloupe de 1958 à 1986

À compter de 1958, le département de la Guadeloupe comprend trois circonscriptions  regroupant les communes suivantes :
- 1re circonscription :  Anse-Bertrand, La Désirade, Le Gosier, Le Moule, Petit-Canal, Pointe-à-Pitre, Port-Louis, Saint-François, Sainte-Anne.
- 2e circonscription : Les Abymes, Baie-Mahault, Capesterre-Belle-Eau, Goyave, Lamentin, Morne-à-l'Eau, Petit-Bourg, Sainte-Rose, Terre-de-Bas, Terre-de-Haut.
- 3e circonscription :  Baillif, Basse-Terre, Bouillante, Capesterre-de-Marie-Galante, Deshaies, Gourbeyre, Grand-Bourg, Pointe-Noire, Saint-Barthélémy, Saint-Claude, Saint-Louis, Saint-Martin, Trois-Rivières, Vieux-Fort, Vieux-Habitants.

### Composition des circonscriptions de 1988 à 2012

Carte des circonscriptions de la Guadeloupe de 1986 à 2012

À compter du découpage de 1986, le département de la Guadeloupe comprend quatre circonscriptions regroupant les cantons suivants :
- 1re circonscription : Les Abymes-I, Les Abymes-II, Les Abymes-III, Les Abymes-IV, Les Abymes-V, Capesterre-de-Marie-Galante, Grand-Bourg, Pointe-à-Pitre-I, Pointe-à-Pitre-II, Pointe-à-Pitre-III, Saint-Louis.
- 2e circonscription : La Désirade, Le Gosier-I, Le Gosier-II, Morne-à-l'Eau-I, Morne-à-l'Eau-II, Le Moule-I, Le Moule-II, Petit-Canal, Port-Louis, Saint-François, Sainte-Anne-I, Sainte-Anne-II.
- 3e circonscription : Baie-Mahault, Capesterre-Belle-Eau-I, Capesterre-Belle-Eau-II, Goyave, Lamentin, Petit-Bourg, Pointe-Noire, Sainte-Rose-I, Sainte-Rose-II.
- 4e circonscription : Basse-Terre-I, Basse-Terre-II, Bouillante, Gourbeyre, Saint-Barthélemy, Saint-Claude, Saint-Martin, Les Saintes, Trois-Rivières, Vieux-Habitants.

### Composition des circonscriptions à compter de 2012

Circonscriptions électorales de Guadeloupe depuis 2012.

Depuis le nouveau découpage électoral, le département comprend quatre circonscriptions regroupant les cantons suivants :
- 1re circonscription : Les-Abymes-I, Les-Abymes-II, Les-Abymes-III, Les-Abymes-IV, Les-Abymes-V, Capesterre-de-Marie-Galante, Grand-Bourg, Morne-à-l'Eau-I, Morne-à-l'Eau-II, Pointe-à-Pitre-I, Pointe-à-Pitre-II, Pointe-à-Pitre-III, Saint-Louis
- 2e circonscription : La Désirade, Le Gosier-I, Le Gosier-II, Le Moule-I, Le Moule-II, Petit-Canal, Saint-François, Sainte-Anne-I, Sainte-Anne-II
- 3e circonscription : Baie-Mahault, Goyave, Lamentin, Petit-Bourg, Pointe-Noire, Sainte-Rose-I, Sainte-Rose-II
- 4e circonscription : Basse-Terre-I, Basse-Terre-II, Bouillante, Capesterre-Belle-Eau-I, Capesterre-Belle-Eau-II, Gourbeyre, Saint-Claude, Les Saintes, Trois-Rivières, Vieux-Habitants